# Popești (gmina Văleni)
Popești – wieś w Rumunii, w okręgu Aluta, w gminie Văleni. W 2011 roku liczyła 570 mieszkańców. 